# Santo Domingo (Santa Bárbara)
Santo Domingo – dystrykt w Kostaryce, w kantonie Santa Bárbara, w prowincji Heredia.

## Geografia i dzika przyroda
Santo Domingo ma powierzchnię 6,94 kilometrów kwadratowych i leży na wysokości 1 396 m n.p.m..

## Demografia
Według zliczenia ludności w 2011 roku w dystrykcie Santo Domingo mieszkało 2 879 mieszkańców.

## Transport

### Transport drogowy
Przez dystrykt Jesús de Santa Bárbara biegną następujące drogi krajowe:
- Droga krajowa nr 126